# Eulocastra excisa
Eulocastra excisa là một loài bướm đêm trong họ Noctuidae.